# Antenora Mons
L'Antenora Mons è una struttura geologica della superficie di Io.